# Remi Kanazi
Remi Kanazi (28 de septiembre de 1981) es un poeta y escritor estadounidense de origen palestino radicado en Nueva York. Es el editor de la antología de hip hop, poesía y arte Poetas por Palestina (2008), autor de dos colecciones de poesía, Injusticia Poética: Escritos sobre la Resistencia y Palestina (2011) y Antes de que Caiga la Siguiente Bomba: Sublevación Desde Brooklyn a Palestina (2015). Sus opiniones políticas han sido publicadas por medios de comunicación de todo el mundo, incluidos The New York Times, Salon, Al Jazeera y BBC Radio. Es miembro del Lannan Residency y pertenece al consejo asesor de la Campaña Palestina para el Boicot Cultural y Académico de Israel.

## Vida y obra

### Orígenes
Kanazi es hijo de refugiados palestinos que huyeron de Palestina antes del nacimiento del Estado de Israel en 1948.

### Poesía
Su poesía, que comenzó siendo spoken word, se inspira en el hip hop underground, el Def Poetry Jam de Broadway y en las obras de artistas como Suheir Hammad y Carlos Andres Gomez. Kanazi escribe e interpreta poesía política con la que aborda temas como los derechos humanos, Palestina, Irak o la islamofobia. Enfocando su trabajo desde una perspectiva humanista, Kanazi afirma: "Esto no va sobre el hecho de que yo sea palestino o árabe. Va sobre un sistema de opresión y sobre lo que se le está haciendo a un pueblo. Así que ya hables sobre la brutalidad policial o la frontera entre Estados Unidos y México, sobre Afganistán o la guerra en Iraq o el sufrimiento de los palestinos, lo que importa es por lo que ellos están pasando y la injusticia que se está perpetrando contra ellos. Y eso es contra lo que trabajamos – sistemas de opresión [...]."
Kanazi es el editor de Poetas por Palestina (Al Jisser Group, agosto de 2008), una colección de hip hop, poesía y arte que presentan poetas palestinos como Suheir Hammad, Nathalie Handal, Fady Joudah, Annemarie Jacir, Mahmoud Darwish, Naomi Shihab y el propio Kanazi, así como poetas afroestadounidenses como Patricia Smith y Amiri Baraka. En 2011, Kanazi publicó su primera colección, Injusticia Poética: Escritos sobre la Resistencia y Palestina (2011), un volumen de poesía que incluye un CD. También ha sido escritor residente y un miembro del consejo consultivo del Palestine Writing Workshop, enseñando spoken word a jóvenes en Palestina. Ha aparecido en Al Jazeera English y la BBC Radio y ha visitado Norteamérica, el Reino Unido y Oriente Medio, con apariciones en el Palestine Festival of Literature y en Poesía Internacional. Kanazi está también en el comité organizador de la Campaña en EE. UU. del Boicot Académico y Cultural de Israel. Su página web es Poeticinjustice.net.

## Recepción
El ganador del Premio Pulitzer Chris Hedges ha realizado comentarios positivos sobre la poesía de Kanazi, afirmando que "hay más verdad, y quizás en última instancia más noticias, en los poemas de Remi Kanazi que en las páginas de tu periódico." Su poesía también fue alabada por el exministro sudafricano Ronnie Kasrils, quién la consideró "un brillante ejemplo de la Palestina del mañana." El novelista y ganador del Premio Booker John Berger ha descrito a Kanazi como "una voz que se niega a ser silenciada".

## Campaña de difamación
En 2016, cuando Kanazi se encontraba realizando un tour por diversos campus universitarios promocionando su último libro, Antes de que Caiga la Siguiente Bomba: Sublevación Desde Brooklyn a Palestina (2015), el grupo Israel on Campus Coalition (ICC) llevó a cabo una campaña encubierta contra él. ICC contrató a profesionales que crearon grupos de Facebook fingiendo ser alumnos que protestaban contra la inminente comparecencia de Kanazi en el John Jay College of Criminal Justice de Nueva York y en la Universidad Estatal de San José.

## Citas
- "Solo porque la casa sea hermosa no quiere decir que los huesos sobre los que fue construida se hayan terminado de descomponer."[3]
- "Cada vez que pienso en el 11-S / veo la carne ardiendo / y despegándose de los huesos / de los niños iraquíes en Faluya."[3]
- "No quiero coexistir. Quiero existir como ser humano. Y la Justicia se encargará del resto."[10]

## Publicaciones
- Poets for Palestine (ed.), Al Jisser, 2008, ISBN 978-1-930083-09-7 978-1-930083-09-7
- Poetic Injustice – Writings on Resistance and Palestine, RoR Publishing, 2011, ISBN 978-0-615-42166-7 978-0-615-42166-7
- Before the Next Bomb Drops: Rising Up From Brooklyn to Palestine, 2015, ISBN 978-1-608-46524-8 978-1-608-46524-8